# سيتروين سي 5 إيركروس
سيتروين سي 5 إيركروس (بالإنجليزية: Citroën C5 Aircross)‏، هي سيارة كروس أوفر مدمجة رياضية متعددة الأغراض من إنتاج الشركة الفرنسية سيتروين، ويتم إنتاجها مند 2017. استبدلت كل من سيتروين سي 4 إيركروس وسيتروين سي 5 إيستات كطراز جديد.

## أرقام المبيعات
منذ عرض الطراز في سبتمبر 2017، تم بيع 23,000 وحدة في الصين في نفس العام.

## معرض صور

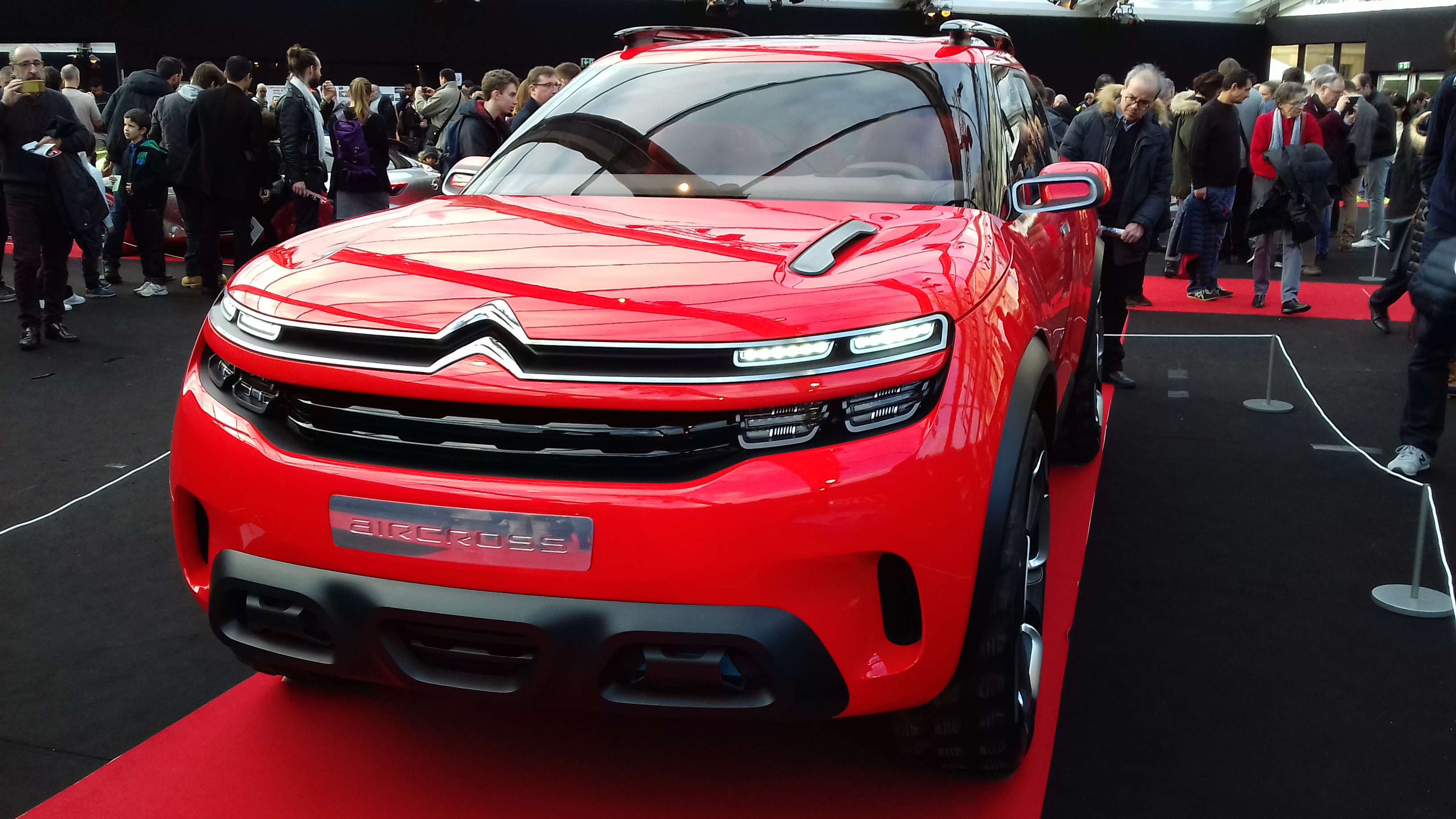
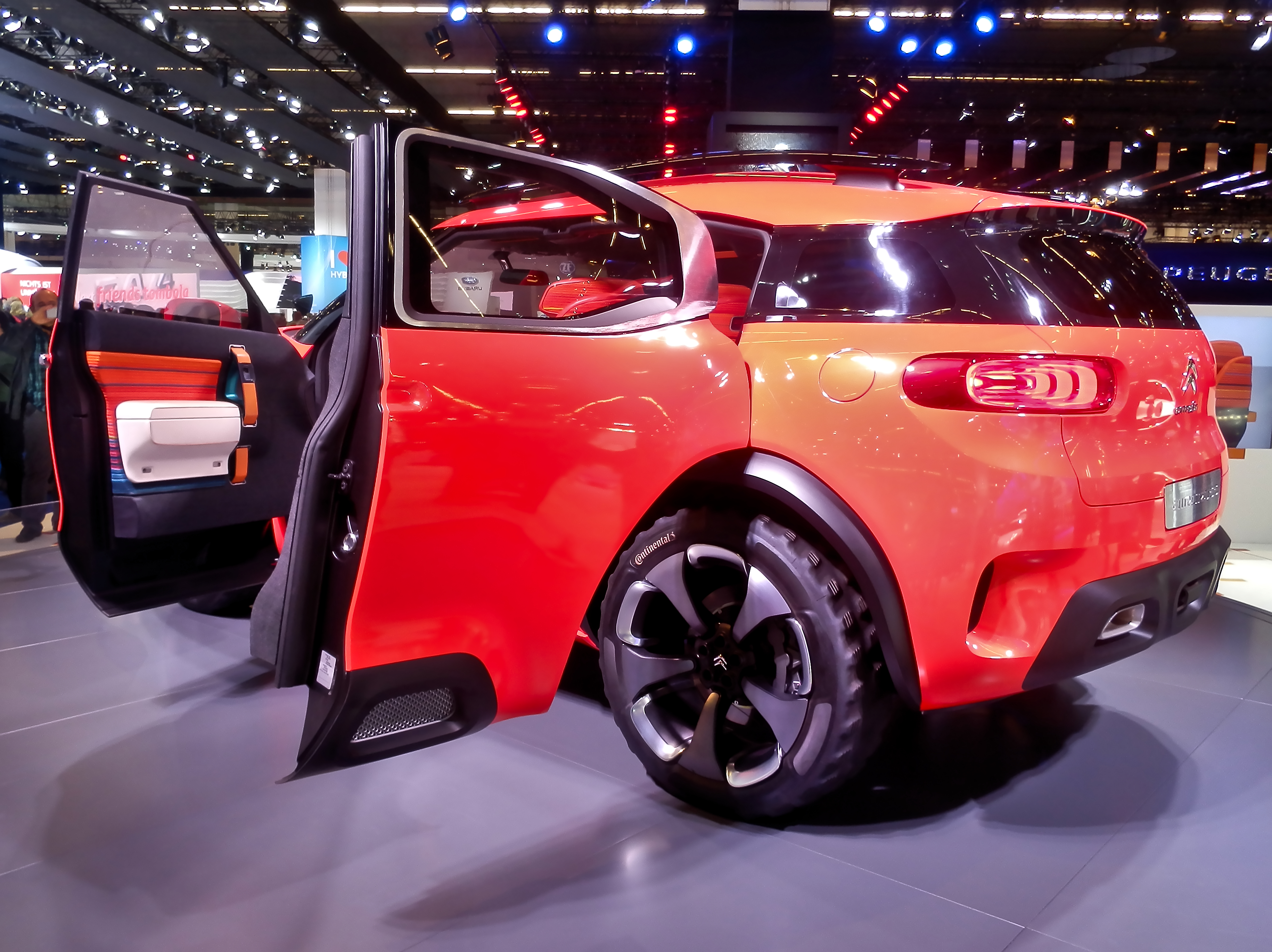
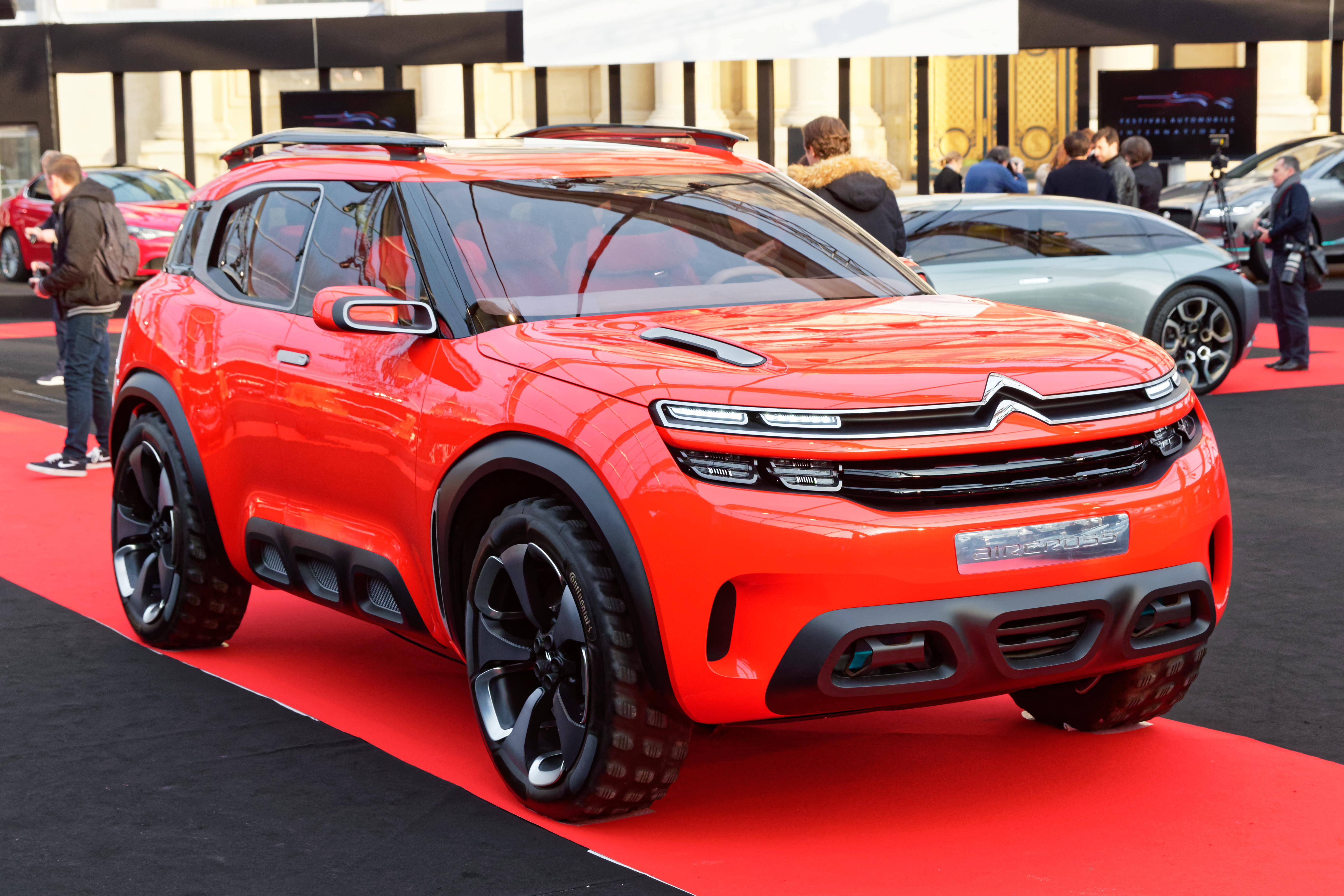

## وصلات خارجية
Official website China: http://www.dongfeng-citroen.com.cn/c5aircross/